# Liste der italienischen Kolonialarchäologen in Libyen
In der Liste der italienischen Kolonialarchäologen in Libyen wird das leitende Personal der archäologischen Behörden und Missionen von der Annexion im Italienisch-Türkischen Krieg 1911/12 bis zum Ende der 1934 eingerichteten Kolonie Italienisch-Libyen mit der Einnahme durch die Alliierten im Zuge der Kriegshandlungen in Nordafrika im Rahmen des Zweiten Weltkriegs.
1913 wurden in den beiden zu der Zeit bestehenden italienischen Kolonien Tripolitanien und Kyrenaika Superintendenturen (Soprintendenza ai monumenti e scavi) eingerichtet, denen ein leitender Superintendent vorstand. Zudem wurden diese zeitweise von einem, selten mehreren archäologische Inspektoren genannten Nachwuchswissenschaftlern unterstützt. Daneben gab es die unabhängig davon operierende Kyrene-Mission, die von 1925 bis 1937 saisonal und nicht örtlich dauerhaft verankert im antiken Kyrene Ausgrabungen vornahm.
Ein Wechsel des Personals zwischen den Kolonien war möglich, geschah aber selten. Zudem war der Aufstieg vom Inspektor zum Superintendent möglich, was mehrfach passierte. Bei der Zusammenlegung der beiden Kolonien zu Italienisch-Libyen wurden auch die Superintendenturen zusammen gelegt.

## Tripolitanien
| Superintendent - 1913–1919: Salvatore Aurigemma - 1919–1923: Pietro Romanelli - 1923–1928: Renato Bartoccini - 1928–1936: Giacomo Guidi | Archäologischer Inspektor - 1913 : Francesco Beguinot - 1914–1915: Pietro Romanelli - 1920–1923: Renato Bartoccini |

## Kyrenaika
| Superintendent - 1913–1923: Ettore Ghislanzoni - 1923–1925: Gaspare Oliverio - 1925–1926: Giacomo Guidi - 1926–1933: Gaspare Oliverio - 1935–1936: Giacomo Caputo | Archäologischer Inspektor - 1913 : Gian Giacomo Porro - 1914–1923: Gaspare Oliverio - 1919–1923: Silvio Ferri - 1925–1926: Giacomo Guidi |

## Italienisch-Libyen
| Superintendent - 1936–1943: Giacomo Caputo | Archäologischer Inspektor - 1937 : Enrico Paribeni - 1939–1943: Gennaro Pesce |

## Mitarbeiter der Kyrene-Mission
- Carlo Anti
- Luigi Giammiti
- Italo Gismondi
- Gaspare Oliverio
- Luigi Pernier

## Vergleichende Tabelle
| Jahr | Superintendent von Tripolitanien       | Archäologischer Inspektor von Tripolitanien | Superintendent der Kyrenaika          | Archäologischer Inspektor der Kyrenaika | Superintendent von Italienisch-Libyen | Archäologischer Inspektor von Italienisch-Libyen | Kyrene-Mission |
| ---- | -------------------------------------- | ------------------------------------------- | ------------------------------------- | --------------------------------------- | ------------------------------------- | ------------------------------------------------ | -------------- |
| 1912 | Salvatore Aurigemma                    |                                             |                                       |                                         |                                       |                                                  |                |
| 1913 | Salvatore Aurigemma                    | Francesco Beguinot                          | Ettore Ghislanzoni                    | Gian Giacomo Porro                      |                                       |                                                  |                |
| 1914 | Salvatore Aurigemma                    | Pietro Romanelli                            | Ettore Ghislanzoni                    | Gaspare Oliverio                        |                                       |                                                  |                |
| 1915 | Salvatore Aurigemma                    | Pietro Romanelli                            | Ettore Ghislanzoni                    | Gaspare Oliverio                        |                                       |                                                  |                |
| 1916 | Salvatore Aurigemma                    |                                             | Ettore Ghislanzoni                    | Gaspare Oliverio                        |                                       |                                                  |                |
| 1917 | Salvatore Aurigemma                    |                                             | Ettore Ghislanzoni                    | Gaspare Oliverio                        |                                       |                                                  |                |
| 1918 | Salvatore Aurigemma                    |                                             | Ettore Ghislanzoni                    | Gaspare Oliverio                        |                                       |                                                  |                |
| 1919 | Salvatore Aurigemma / Pietro Romanelli |                                             | Ettore Ghislanzoni                    | Gaspare Oliverio – Silvio Ferri         |                                       |                                                  |                |
| 1920 | Pietro Romanelli                       | Renato Bartoccini                           | Ettore Ghislanzoni                    | Gaspare Oliverio – Silvio Ferri         |                                       |                                                  |                |
| 1921 | Pietro Romanelli                       | Renato Bartoccini                           | Ettore Ghislanzoni                    | Gaspare Oliverio – Silvio Ferri         |                                       |                                                  |                |
| 1922 | Pietro Romanelli                       | Renato Bartoccini                           | Ettore Ghislanzoni                    | Gaspare Oliverio – Silvio Ferri         |                                       |                                                  |                |
| 1923 | Pietro Romanelli / Renato Bartoccini   | Renato Bartoccini                           | Ettore Ghislanzoni / Gaspare Oliverio | Gaspare Oliverio – Silvio Ferri         |                                       |                                                  |                |
| 1924 | Renato Bartoccini                      |                                             | Gaspare Oliverio                      |                                         |                                       |                                                  |                |
| 1925 | Renato Bartoccini                      |                                             | Gaspare Oliverio / Giacomo Guidi      | Giacomo Guidi                           |                                       |                                                  | aktiv          |
| 1926 | Renato Bartoccini                      |                                             | Giacomo Guidi / Gaspare Oliverio      | Giacomo Guidi                           |                                       |                                                  | aktiv          |
| 1927 | Renato Bartoccini                      |                                             | Gaspare Oliverio                      |                                         |                                       |                                                  | aktiv          |
| 1928 | Renato Bartoccini / Giacomo Guidi      |                                             | Gaspare Oliverio                      |                                         |                                       |                                                  | aktiv          |
| 1929 | Giacomo Guidi                          |                                             | Gaspare Oliverio                      |                                         |                                       |                                                  | aktiv          |
| 1930 | Giacomo Guidi                          |                                             | Gaspare Oliverio                      |                                         |                                       |                                                  | aktiv          |
| 1931 | Giacomo Guidi                          |                                             | Gaspare Oliverio                      |                                         |                                       |                                                  | aktiv          |
| 1932 | Giacomo Guidi                          |                                             | Gaspare Oliverio                      |                                         |                                       |                                                  | aktiv          |
| 1933 | Giacomo Guidi                          |                                             | Gaspare Oliverio                      |                                         |                                       |                                                  | aktiv          |
| 1934 | Giacomo Guidi                          |                                             |                                       |                                         |                                       |                                                  | aktiv          |
| 1935 | Giacomo Guidi                          |                                             | Giacomo Caputo                        |                                         |                                       |                                                  | aktiv          |
| 1936 | Giacomo Guidi                          |                                             | Giacomo Caputo                        |                                         |                                       |                                                  | aktiv          |
| 1937 |                                        |                                             |                                       |                                         | Giacomo Caputo                        | Enrico Paribeni                                  | aktiv          |
| 1938 |                                        |                                             |                                       |                                         | Giacomo Caputo                        |                                                  | aktiv          |
| 1939 |                                        |                                             |                                       |                                         | Giacomo Caputo                        | Gennaro Pesce                                    |                |
| 1940 |                                        |                                             |                                       |                                         | Giacomo Caputo                        | Gennaro Pesce                                    |                |
| 1941 |                                        |                                             |                                       |                                         | Giacomo Caputo                        | Gennaro Pesce                                    |                |
| 1942 |                                        |                                             |                                       |                                         | Giacomo Caputo                        | Gennaro Pesce                                    |                |
| 1943 |                                        |                                             |                                       |                                         | Giacomo Caputo                        | Gennaro Pesce                                    |                |

/ bedeutet eine Nachfolge auf einer Position, – bedeutet eine Gleichzeitigkeit.